# Pluma Hidalgo
Pluma Hidalgo là một đô thị thuộc bang Oaxaca, México. Năm 2005, dân số của đô thị này là 3314 người.